# Nata (Fluss)
Der Nata ist ein Fluss im südlichen Afrika, in Simbabwe und Botswana.

## Verlauf
Er entspringt in Simbabwe in der Provinz Matabeleland South auf halbem Weg zwischen Bulawayo und Plumtree und fließt in westlicher Richtung durch semiarides Gebiet nach Botswana. Er bildet dabei die Grenze zwischen den Provinzen Matabeleland North und Matabeleland South. Nach dem Überqueren der Grenze zu Botswana schwenkt er auf Südwest um nach insgesamt rund 330 Kilometern in den Makgadikgadi-Salzpfannen zu verdunsten.

## Hydrologie
Die Abflussmenge wurde kurz vor der Mündung des Flusses in Nata in m³/s gemessen.